# Microsoft OneNote
Microsoft OneNote es una aplicación de cuadernos digitales diseñada para organizar, crear y gestionar información de manera estructurada y colaborativa. Lanzado inicialmente en 2003 como un componente independiente de la suite Microsoft Office, fue integrándose progresivamente con el resto de las aplicaciones de Office, convirtiéndose en una herramienta esencial para la toma de notas tanto en entornos educativos como profesionales.
Con OneNote, los usuarios pueden crear cuadernos que contienen notas de texto, dibujos, diagramas, fotografías, capturas de pantalla, audio, vídeos y documentos escaneados. También ofrece una funcionalidad que permite convertirlo en una impresora virtual, lo que facilita enviar archivos desde otros programas directamente a OneNote. A su vez, se pueden compartir notas a través de WebDAV o el intercambio de archivos, haciendo que la colaboración sea más eficiente y fluida.
En sus versiones más recientes, OneNote ha implementado varias mejoras para unificar la experiencia del usuario entre distintas plataformas como Windows, macOS, iOS y Android. Entre las nuevas funcionalidades destacan herramientas basadas en inteligencia artificial, como la transcripción automática de voz y la capacidad de convertir trazos a formas geométricas perfectas, mejorando la experiencia de quienes utilizan dispositivos táctiles y lápices digitales. También se han añadido características de organización avanzadas, como el ordenamiento y clasificación de páginas por fecha y nombre, además de una interfaz rediseñada que se adapta a los cambios visuales de Windows 11.
Además de la versión de escritorio y las aplicaciones móviles, OneNote está disponible como una aplicación web a través de Microsoft 365, lo que permite a los usuarios acceder y editar sus cuadernos desde cualquier lugar con conexión a Internet. Esto hace de OneNote una herramienta que trasciende dispositivos y sistemas operativos, ofreciendo una experiencia unificada para tomar, organizar y compartir notas en tiempo real, sin importar el entorno de trabajo.

## Características
OneNote está diseñado para capturar, organizar y compartir información de manera flexible, adaptándose a las necesidades de proyectos personales y profesionales sin imponer un diseño rígido. A diferencia de los procesadores de texto tradicionales o las plataformas wiki que se enfocan en la publicación de contenido estructurado, OneNote permite una organización libre, donde las páginas pueden expandirse de manera ilimitada y las imágenes de mapa de bits se insertan sin pérdida de calidad. Los usuarios tienen la libertad de organizar sus notas mediante secciones y subsecciones en cuadernos que simulan la estructura de carpetas, facilitando el acceso rápido y eficiente a la información almacenada.
Entre las características más destacadas de OneNote se encuentra su avanzado motor de búsqueda e indexación. Este motor permite buscar texto no solo dentro de las anotaciones mecanografiadas, sino también dentro de imágenes incrustadas, como capturas de pantalla, documentos escaneados e incluso fotografías, utilizando tecnología de reconocimiento óptico de caracteres (OCR). Además, OneNote puede reconocer texto en anotaciones manuscritas y buscar palabras dentro de grabaciones de audio, gracias a la implementación de herramientas de inteligencia artificial que analizan el contexto de las palabras. Estas capacidades hacen que OneNote sea una herramienta ideal para la investigación y la organización de datos complejos.
El diseño colaborativo de OneNote también se ha optimizado con cada nueva versión, permitiendo la edición simultánea de notas por múltiples usuarios en tiempo real, ya sea en la versión de escritorio, en dispositivos móviles o a través de la aplicación web de Microsoft 365. Esta característica convierte a OneNote en un recurso invaluable para equipos de trabajo distribuidos geográficamente, ya que los usuarios pueden realizar cambios sin estar conectados al mismo tiempo, y luego sincronizar automáticamente las actualizaciones cuando se restablece la conexión.
Originalmente concebido para dispositivos táctiles y Tablet PCs con soporte para escritura a mano, OneNote se ha transformado en una herramienta versátil que abarca una amplia variedad de usos. Hoy en día, su integración con lápices ópticos y pantallas táctiles permite una experiencia de toma de notas mucho más natural, con opciones para la conversión automática de texto manuscrito a texto digital y la capacidad de convertir bocetos a formas geométricas precisas . Estas características han convertido a OneNote en un recurso fundamental en el ámbito educativo, utilizado por estudiantes y docentes para tomar apuntes, planificar lecciones y organizar proyectos colaborativos.

## Formato de archivo
Un cuaderno OneNote se almacena como una carpeta con un archivo de datos separado para cada sección. Los archivos de OneNote tienen una extensión .one filename.
Microsoft actualizó el formato de archivo dos veces después de haber introducido OneNote 2003 -primero en OneNote 2007, luego en OneNote 2010. Los archivos de OneNote 2003 pueden ser abiertos tanto por OneNote 2007 como por OneNote 2010 en modo de solo lectura, y posteriormente actualizados a las versiones posteriores del formato de archivo. OneNote 2010 puede leer y escribir los formatos de archivo de OneNote 2007. También puede convertir entre los formatos 2010 y 2007.
Microsoft ha documentado el formato de archivo OneNote. Es un formato abierto que puede almacenar contenido multimedia variado en un solo archivo .one.
El formato de archivo OneNote también es compatible con la aplicación de toma de notas Outline para iPad y Mac. Outline puede abrir, editar y guardar cuadernos en el formato de archivo OneNote.

## Plataforma
Microsoft OneNote 2003 y superiores se ejecutan en Microsoft Windows 2000, Microsoft Windows XP, Microsoft Windows Vista, Windows 7, Windows 8/8.1 y Windows 10.
OneNote 2007 utiliza un formato de archivo con características mejoradas y distinto de OneNote 2003. Los archivos de OneNote 2003 se pueden abrir en OneNote 2007 y pueden también actualizarse al nuevo formato para ser editado por OneNote 2007. No obstante los archivos de OneNote 2007 no pueden abrirse en OneNote 2003.
Muchas aplicaciones de Microsoft Office permiten exportar e importar documentos en formato MIME HTML, como Microsoft OneNote, Microsoft Word y Microsoft Internet Explorer. Por lo tanto, solo los navegadores que reconocen este formato de archivo pueden ver los archivos de OneNote exportados. Microsoft OneNote 2007 también soporta la exportación de notas en el formato de Microsoft Word o en formato PDF o XPS a través de un complemento gratuito de Microsoft. 
Microsoft OneNote Mobile para teléfonos inteligentes (Microsoft Windows Mobile 2003, 2003 SE, 5 y superior), así como Pocket PC (Microsoft Windows Mobile 5 o superior) se incluye con Microsoft OneNote 2007 y Microsoft One Note para Symbian Belle. Microsoft OneNote Mobile también está integrado en los sistemas operativos Microsoft Windows Mobile Professional 6.1. y otras versiones como Microsoft Windows Phone 8. También hay un cliente para el iPhone de Apple, Android, MobileNoter, desarrollado por BusinessWare Technologies Inc.
El 17 de marzo de 2014, Microsoft lanzó OneNote para Mac. Es compatible con Mac OS X 10.9 y superior y puede ser descargado gratuitamente desde la Mac App Store. Microsoft también puso a disposición gratuitamente OneNote 2013 para el escritorio de Windows. Tanto OneNote para Windows como para Mac se basan en un modelo freemium. Las características premium como la compatibilidad con SharePoint, el historial de versiones y la integración con Outlook estaban anteriormente disponibles solo para los clientes de Office 365 y Office 2013, pero el 13 de febrero de 2015, Microsoft eliminó todas las restricciones de características del software, excepto la creación de cuadernos en el equipo local (la edición gratuita solo permite guardarlos en la nube de OneDrive), haciendo que en esencia el programa sea completamente gratuito.
Microsoft OneNote se ha convertido en una parte integral de Windows 10 y su contraparte de telefonía móvil, con características que hacen que la aplicación esté más en línea con sus contrapartes de iPhone/iPad y Android. Sin embargo, la aplicación para Android solo permite tres minutos de grabación de audio a partir de julio de 2017. 
Desde las versiones Office 365/2019, el programa OneNote para Windows 10 no forma parte de la suite de Office y puede ser descargado gratuitamente de la tienda de aplicaciones de Microsoft. Sin embargo, a partir de esta versión el almacenamiento de los cuadernos solo se puede realizar en la nube de OneDrive.

## Historia de versiones
Todas las fechas de lanzamiento corresponden a la disponibilidad general. La entrega a la fabricación suele ser con dos o tres meses de antelación.
| Lanzamiento del producto | Fecha de lanzamiento | Ediciones                                                                       |
| ------------------------ | -------------------- | ------------------------------------------------------------------------------- |
| OneNote 2003             | 19/11/2003           | Ninguna (se vendía por separado)                                                |
| OneNote 2007             | 27/01/2007           | Home and Student, Enterprise y Ultimate                                         |
| OneNote 2010             | 15/07/2010           | Home and Student, Home and Business, Standard, Professional y Professional Plus |
| OneNote 2013             | 29/01/2013           | Home & Student, Standard, Professional y Professional Plus                      |
| OneNote 2016             | 22/09/2015           | Todas                                                                           |
| OneNote for Windows 10   | 29/07/2015           | Freemium (disponible en la Microsoft Store)                                     |
| OneNote 2019             | 24/09/2018           | Todas (parte de Microsoft 365)                                                  |
| OneNote 2021             | 05/10/2021           | Todas (parte de Microsoft 365)                                                  |